# Club international
Club international és una revista pornogràfica britànica que mostra imatges de dones nues. La revista va ser fundada l'any 1972, i es publica cada quatre setmanes, cada any s'editen tretze números d'aquesta revista. Cada edició consisteix en un centenar de pàgines impreses que estan unides per grapes, amb l'excepció de l'edició especial, que és lleugerament més gran, i es publica a l'inici de cada volum, aquesta edició té 120 pàgines enganxades.

## Editor
Club international és publicada pel grup Paul Raymond Publications, aquest grup editorial publica vuit revistes eròtiques en el Regne Unit. Juntament amb la revista Mayfair, Club international és considerada com una de les publicacions més venudes del grup Paul Raymond. Les fotografies generalment mostren a models atractives que han estat fotografiades per experimentats fotògrafs.

## Continguts
Cada edició de Club international mostra deu conjunts de fotos, amb l'excepció de la lleugerament més gruixuda edició especial, que mostra entre dotze i tretze conjunts diferents. Les col·leccions de fotografies són en general de noies posant en solitari, encara que de vegades també mostren escenes lèsbiques. Les imatges eròtiques són en general suaus, i a les fotografies no es mostra cap mena de penetració ni contacte oral o vaginal. De totes maneres algunes fotos poden arribar a mostrar algunes parts del cos humà femení que són de color rosa, per exemple en algunes ocasions, la model pot arribar a mostrar una part dels seus llavis vaginals. Entre principis i fins a mitjan des anys vuitanta del segle xx, eren habituals les escenes en les quals un grup de models, normalment unes sis, realitzaven algun tipus d'escena despullades al voltant d'un tema central, com per exemple la celebració d'una festa, o mentre es posaven la roba (i després es despullaven) amb algun tipus d'uniforme.

## Models
La revista ha mostrat a un bon nombre de models prou conegudes, i també a algunes estrelles pornogràfiques com ara; Lexi Lowe, Tanya Tate, Monica Sweet, Sandra Shine, Peaches, Sylvia Saint, Stephanie Swift, i la popular model hongaresa Sophie Moone (també coneguda com a Stella). També entre les noies que apareixen en aquesta revista cal destacar a The reader's girlfriend (en català; "la xicota del lector"), una model aficionada que suposadament és la xicota d'un lector de la revista.

## Característiques
Entre les característiques de Club international cal assenyalar la pàgina dedicada a les cartes dels seus lectors, on els lectors comparteixen les seves experiències sexuals. Hi ha una secció dedicada al sexe anal, en aquesta secció els textos són més explícits que les imatges. D'igual manera que en altres publicacions eròtiques que estan enfocades cap a un públic masculí, hi ha en la revista seccions dedicades a l'automoció, editorials, comentaris sobre pel·lícules de vídeo i llibres, així com una pàgina amb acudits. Des de l'any 2008, un DVD ha estat inclòs de franc en cada número de la revista.

## Edició en línia
Club international disposa també d'una edició digital a la pàgina oficial paulraymod.xxx, a on es mostren les imatges més dures, aquestes imatges no es poden trobar en l'edició impresa de la revista. Des de l'any 2013, la revista també està disponible en un format digital.